# Volksbank Bruchsal-Bretten
Die Volksbank Bruchsal-Bretten eG war eine deutsche Genossenschaftsbank mit Sitz in Bretten im Landkreis Karlsruhe (Baden-Württemberg).

## Geschichte
Die Volksbank Bruchsal-Bretten eG ist aus den beiden Vorschussvereinen in Bruchsal und Bretten, die Mitte des 19. Jahrhunderts gegründet wurden, hervorgegangen. Im Jahre 2014 feierte die Volksbank Bruchsal-Bretten eG ihr 150-jähriges Jubiläum. Im Jahr 2021 fusionierte die Volksbank Bruchsal-Bretten eG mit der Volksbank Stutensee-Weingarten eG, und im Jahr 2023 verschmolz die Volksbank Bruchsal-Bretten auf die Volksbank Kraichgau eG.

## Stiftung
Die Stiftung der Volksbank Bruchsal-Bretten wurde im Dezember 2010 gegründet und unterstützt seither regionale Vereine und gemeinnützige Einrichtungen der Region bei ihren Projekten und Vorhaben, insbesondere in den Bereichen Bildung, Kunst und Kultur.